# Shéhérazade, ouverture de féerie
Shéhérazade, ouverture de féerie Op. 17 è una composizione orchestrale di Maurice Ravel, scritta nel 1898, ma non pubblicata durante la vita del compositore; fu edita infatti solo nel 1975. Il pezzo era stato ideato come ouverture per un'opera omonima. La durata di un'esecuzione media è di circa 13-14 minuti.

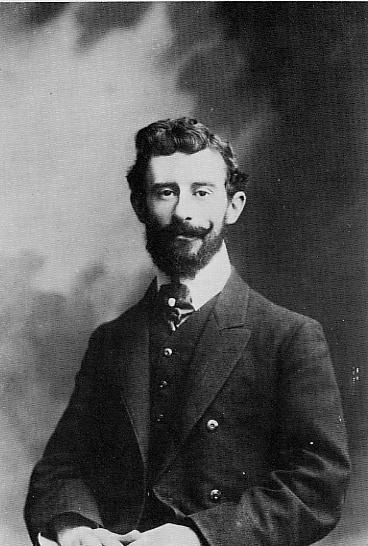
Maurice Ravel 1907

## Storia
Shéhérazade è il titolo di due lavori del compositore francese Maurice Ravel. Entrambi hanno le loro origini nell'attrazione che il compositore provava per Shahrazād, eroina e narratrice di Le mille e una notte. Il primo lavoro, che qui viene trattato, è Shéhérazade, ouverture de féerie, è una ouverture ed anche il primo brano orchestrale sopravvissuto di Ravel. Non fu ben accolto alla sua prima esecuzione e in seguito non è mai stato tra i suoi lavori più popolari.
Quattro anni dopo ebbe un successo di gran lunga maggiore con un ciclo di canzoni dal titolo Shéhérazade, un pezzo che è rimasto nel repertorio normale ed è stato inciso molte volte.
Entrambe le ambientazioni sono influenzate dai compositori russi, in particolare Rimskij-Korsakov, che aveva scritto una Shahrazād nel 1888. La prima composizione è stata fortemente influenzata dalla musica russa, la seconda ha usato un testo ispirato al poema sinfonico di Rimsky-Korsakov. La relazione musicale tra l'ouverture e il ciclo di canzoni è molto tenue.

## Analisi musicale
Fu eseguita per la prima volta in un concerto della Société Nationale de Musique il 27 maggio 1899, diretto dal compositore. Ebbe un'accoglienza mista, con fischi mescolati ad applausi del pubblico e recensioni poco lusinghiere da parte della critica. Uno descrisse il pezzo come "un esordio sconcertante: un goffo plagio della scuola russa" e definì Ravel un "debuttante di mediocre talento... che forse diventerà qualcosa se non qualcuno tra circa dieci anni, se lavora sodo". Questo critico era "Willy", Henri Gauthier-Villars, che in seguito divenne un ammiratore di Ravel. Il compositore assimilò le critiche di Willy, descrivendo l'ouverture come "un goffo pasticcio" e riconoscendo che era "abbastanza pesantemente dominato dall'influenza della musica russa" (assez fortement dominé par l'influence de la musique russe). Un altro critico, Pierre Lalo, pensava che Ravel mostrasse talento, ma era troppo in debito con Debussy e avrebbe dovuto invece Beethoven.

Una nota del programma per la prima rappresentazione, non firmata, ma si pensa del compositore, recita:
- Parte 1: motivo iniziale, in re minore. Sviluppi, tema episodico (trombe tenute) che introducono il secondo motivo, in fa diesis maggiore, ispirato a una melodia persiana. Conclusione della parte 1.
- Parte 2: sviluppo di quattro temi. Pedale basato sul motivo originale, ampliato.
- Parte 3: ritorno del primo e del secondo motivo ascoltati contemporaneamente. Ritorno dell'introduzione, che funge da coda.[1]»

### Orchestrazione
La partitura è orchestrata per due flauti e ottavino, due oboi e corno inglese, due clarinetti, due fagotti, quattro corni francesi, due trombe, tre tromboni, tuba, timpani, rullante, grancassa, tamburello, triangolo, glockenspiel, piatti, gong, due arpe e archi.